# مونارو بانثيرز
مونارو بانثيرز هو نادي كرة قدم أسترالي